# 朝鮮民主主義人民共和國社會主義憲法
《朝鲜民主主义人民共和国社会主义宪法》（朝鲜语：／）是朝鲜民主主义人民共和国的宪法，於1998年至2012年间被称为《金日成宪法》，於2012年修宪后称為《金日成金正日宪法》。
朝鲜民主主义人民共和国的宪法曾有过1948年版、1972年版。1948年建国时通过的第一版宪法的正式名称是《朝鲜民主主义人民共和国宪法》（조선민주주의인민공화국 헌법）。现行宪法为1972年12月27日在朝鲜民主主义人民共和国第五届最高人民会议第一次会议上通过的，在1992年、1998年、2009年、2012年、2013年、2016年、2019年和2024年进行了八次修订，北韓在2024年修憲後並未即時公佈修憲後條文，預計將於2025年於第十四屆最高人民會議第十二次會議公佈。
宪法规定了朝鲜的正式国名及其作为一个社会主义国家的地位。规定了政府的架构、执政党朝鲜劳动党的职能与政府运作的关系。宪法保证公民拥有言论自由权、选举权、获得公正审判的权利、宗教信仰自由的权利等公民权利和政治权利。它声称每一个公民拥有工作权、受教育权、食品和医疗保健的权利。
朝鲜另有《确立党的唯一思想体系十大原则》，部分观点认为《原则》在实践中“取代”宪法，为国家事实上的最高法律。

## 沿革
朝鲜于1948年建国通过了《朝鮮民主主義人民共和国憲法》，之后经过五次修改。
1. 1972年12月27日，朝鲜民主主义人民共和国第五届最高人民会议第一次会议通过《朝鲜民主主义人民共和国社会主义宪法》。
2. 1992年4月9日，第九届三次会议修改，1998年9月5日第十届一次会议修改补充。
3. 2009年4月，再次进行修改。
4. 2012年4月13日，进行第四次修改。

### 1948年宪法
1947年11月18日，組成憲法制定委員會。
1948年9月8日，北朝鮮人民會議最后一次会议通过了《朝鮮民主主義人民共和国憲法》。

### 1972年宪法
1972年12月27日，朝鲜民主主义人民共和国第五届最高人民会议第一次会议通过《朝鲜民主主义人民共和国社会主义宪法》，设置了朝鮮民主主義人民共和国主席为新的国家元首。最高人民会議常任委員会改为最高人民会議的常设机关最高人民会議常設会議。首都由汉城改为平壤。

### 1992年修宪
1992年修宪，马克思列宁主义被从朝鲜宪法中删除，主体思想成为朝鲜的指导思想，“无产阶级专政”改为“人民民主专政”。为给金正日接班铺路，宪法增设“国防”一章，原来隶属朝鲜劳动党的国防委员会单独分设为朝鲜民主主义人民共和国国防委员会，并设国防委员会委员长。宪法还强调了守法和技术革命。评论认为这次修宪有修正主义色彩。

### 1998年修宪
1994年7月8日国家主席金日成逝世，国家主席一职空缺。四年后，朝鲜修改宪法。1998年的修改增加了序言，将朝鲜宪法定性为“把伟大领袖金日成同志的主体国家建设思想和国家建设业绩法律化的金日成宪法”，将金日成尊为“永远的主席”。本次修宪还调整了朝鲜的国家机构，中央人民委员会和最高人民会议常设会议被撤销，新设最高人民会议常任委员会在最高人民会议休会期间代行权力。这次修改的宪法还规定成立内阁，取代政务院成为国家最高行政机关。

### 2009年修宪
2009年4月9日，朝鲜第十二届最高人民会议第一次会议于平壤万寿台议事堂举行，会议通过了朝鲜最高人民会议法令《关于修改和补充朝鲜社会主义宪法》。但是朝中社在报道中没有披露具体的修改内容。时隔半年，韩联社报道韩国得到了朝鲜修宪后的宪法全文，称朝鲜这次修宪将“共产主义”剔除出宪法，首次将“先军思想”写入宪法。另外，宪法有由国防委员会委员长统领国家政治等内容。

### 2012年修宪
2012年4月13日，朝鲜第十二届最高人民会议第五次会议在平壤万寿台议事堂举行，会议通过最高人民会议法令《关于批准朝鲜民主主义人民共和国社会主义宪法修订案》，对《宪法》再次进行修改，并在序言中首次写明朝鲜为“有核国家”：“（金正日同志）使我们的祖国转变成政治思想强国、拥核国和无敌的军事强国”。修改后的宪法，增加了前一年逝世的朝鲜最高领导人金正日的政绩，称“金正日是绝世的爱国者，社会主义朝鲜的守卫者。金正日将我们的共和国强化、发展成为金日成同志的国家，将民族的尊严和国力提升到了最高境界”。同时，宪法的别名由原来的“金日成宪法”变为“金日成-金正日宪法”。

### 2013年修宪
2013年4月1日，最高人民會議通過修改憲法序言，將錦繡山太陽宮定為全體朝鮮民族的聖地。

### 2016年修宪
2016年6月29日，第十三届最高人民会议第四次会议对《宪法》进行第七次修订，条文变动如下：
在序言中写明金日成和金正日为“主体朝鲜永恒的领袖”。
改国防委员会第一委员长为国务委员会委员长；改国防委员会为国务委员会，并定为“共和国的最高领导机构”，职权扩大到“国家关注的其他事项”，使之成为中央人民委员会事实上的接替者。
最高裁判所更名为中央裁判所，同时最高检更名为中央检察院。

### 2019年修宪
朝鲜于2019年4月11日召开第十四届最高人民会议第一次会议，对朝鲜劳动党及国家领导层进行改组。随后在行第十四届最高人民会议第一次会议中，朝鲜最高人民会议决定修改宪法。在国家领导人方面，朝鲜在4月11日召开的最高人民会议第14届一中全会上通过宪法明确赋予了国务委员长金正恩国家元首的地位。金正恩担任的国务委员长是代表国家的最高领导人。这意味着，金正恩不仅是实际上的最高领导人，同时还成为了宪法规定的国家最高领导人。修正后的宪法第100条规定“国务委员会委员长是代表国家的朝鲜民主主义人民共和国最高领导人”。此前朝鲜2016年6月修正的宪法仅规定，新设立的国务委员会委员长“是朝鲜民主主义人民共和国的最高领导人”。也就是说，以往由最高人民会议常任委员会委员长担任的对外国家最高领导人资格将由国务委员长担任。修正后的宪法同时沿用了原来的条款，规定最高人民会议常任委员长“负责代表国家接受外国派遣或召回使节的国书(第116条)”。这意味着，朝鲜宪法上可以代表国家的国家领导人变成了国务委员长和最高人民会议常任委员会委员长两人。国务委员长是“代表国家的最高领导人”，而最高人民会议常任委员长只“代表国家接受外国派遣或召回使节的国书”，两人的工作性质各不相同，国务委员会委员长负责重要的外交活动，而最高人民会议常任委员会委员长则负责接受国书等日常外交工作。在国防方面，朝鲜在宪法序言中保留了“有核国家”的表述，并且在第59条中删去了“先军思想”（선군정치）一词。
在上一版宪法中，朝鲜民主主义人民共和国宪法第59条为“朝鲜民主主义人民共和国武装力量的使命是贯彻先军革命路线”。但在新版宪法中，宪法第59条变为“朝鲜民主主义人民共和国武装力量的使命是坚决拥护以伟大的金正恩同志为首的党中央、拥护劳动人民的利益。保卫社会主义制度和革命的成果，祖国的自由和独立、和平不受外来侵略。”
在经济方面，修订后的宪法还删除了原宪法条文中明确规定的大安事业体系和青山里精神、青山里方式等经济建设方式。大安事业体系和青山里精神是朝鲜在金日成执政时期社会主义建设中对企业实行的工业管理的工作体系，时任朝鲜最高领导人的金日成强调，大安事业体系，就是通过党、技术（工程师）和经营（管理人）协商进行经济建设的朝鲜特色经济建设方式。但这次修宪朝鲜分别用“社会主义企业责任管理制”和“革命性经营方式”取代了原来的两大经济建设方式。
相当于用宪法确定了朝鲜最高领导人金正恩执政后一直强调管理人的作用并不断推动实施的扩大企业（农场）自主性的社会主义企业责任管理制。

### 2024年修宪
2024年1月，朝鲜公开放弃了对韩国的统一目标，将南北关系定为交战国关系。金正恩称将删除宪法原文中一切有关南北统一、民族团结等字眼。2024年10月9日北韓召開第十四屆最高人民會議第十一次會議，會議上有進行修憲工作但是北韓媒體對修改後的法條隻字不提。而北韓透過在2024年10月17日徹底切斷南北中斷路綫的報導，來表示南韓在北韓憲法中已經被定義爲敵對國。韓聯社則認爲北韓會結合2024年美國總統選舉結果審時度勢公佈修憲後關於放棄統一與領土主張的內容，以確保可以最大化發揮政治作用。
2024年10月，朝鲜第十四届最高人民会议第十一次会议对社会主义宪法进行了修改。朝中社官方报道提到了投票年龄和劳动年龄的变更。10月17日，朝中社又提及宪法中将大韩民国定为“敌对国家”的条款，这与金正恩在朝鲜劳动党中央全会上发表的放弃和平统一、将韩国视为外国和敌对国家的言论相符。

### 2025年修宪
北韓於2024年12月6日發佈會議公告，並公佈北韓召開第十四屆最高人民會議第十二次會議的時間是2025年1月22日，同時在報導中提及修憲議題。基於北韓在徹底切斷南北中斷路綫後聲稱北韓憲法已將南韓定義爲敵國，因此韓聯社認爲北韓召開會議的萬衆矚目點，即爲領土條款的增設是否有寫入憲法條文當中。
2025年1月，朝鲜民主主义人民共和国社会主义宪法经第十四届最高人民会议第十二次会议通过，正式报告宣布中央法院更名为最高法院，中央检察院更名为最高检察院。
截至2025年1月24日，经2024年10月和2025年1月法律修订的宪法全文尚未向外国观察员公布。